# 孔隙水壓力
孔隙水壓力（英語：pore water pressure）是指土壤或岩石中顆粒孔隙之間的地下水的壓力。地下水位以下的孔隙水壓力是用壓力計測量的。一般含水層中的垂直孔隙水壓力接近靜水壓力。
在不飽和水包气带區域，孔隙水压力是被由毛細管作用控制，也稱為張力、吸力或基質壓力。非飽和條件下的孔隙水壓力是用張力計測量的，其原理是透過與土壤接觸的滲透陶瓷杯使孔隙水與參考壓力指示器達到平衡。

## 地下水位以下
水的浮力效應土壤特性有很大影響。例如地面以下五米的任意點，在乾燥的土壤中，顆粒承受的總頂部應力等於深度（5 公尺）乘以土壤的比重。如果有地下水，其水位高度在五米以內時，地表以下五米處的總應力，需要減去地下水位高度與水的比重的乘積。此參數稱為土壤的有效應力。有效應力的計算對各種工程作業是必要的。

## 地下水位以上
在地下水位以上的任何一點，土壤的有效應力大約等於總應力。實際上，有效應力大於總應力，因為這些未飽和土壤中的孔隙水壓力實際上是負的。這主要原因是由於孔隙水的表面張力對周圍顆粒產生吸力作用，即基質吸力。毛細管作用主要是水由滲流區向上移動（Coduto，266）。強降雨引起的大量水向下滲入，會降低基質吸力，也降低土壤抗剪力，進而降低邊坡穩定性。毛細管水上升的高度與與空隙空間的直徑成反比。因此，空隙空間越小，水因張力而上升的高度就越高。沙土的毛細管區比黏土的毛細管區更淺。